# Гугяково
Гугяково или Гудяково (на македонска литературна норма: Гуѓаково) е село в южната част на Северна Македония, община Прилеп.

## География
Селото е разположено левия бряг на Църна (Черна) река, в областта Прилепско Мариово, южно от общинския център Прилеп. Разположено е на надморска височина от 580 метра и землището му е 21,2 km2.

## История

### В Османската империя
| Османски статистики        | Ханета     | Неженени   | Вдовици    | Годишен приход |
| -------------------------- | ---------- | ---------- | ---------- | -------------- |
| Дефтер № 4 от 1476/77 г.   | Ненаселено | Ненаселено | Ненаселено | Ненаселено     |
| Дефтер № 16 от 1481/82 г.  | 1          |            |            | 31             |
| Дефтер № 73 от 1519 г.     | 13         |            | 1          | 1086           |
| Дефтер № 149 от 1528/29 г. | 13         |            | 1          | 1086           |
| Дефтер № 232 от 1544/45 г. | 14         | 3          |            | 886            |

В обобщен списък на джизието на немюсюлманите от селата от вакъфите на починалия султан Сюлейман в казата Пирлепе от 9 ноември 1615 година селото е отбелязано като Годяк с 22 ханета (домакинства). В списък (иджмал дефтер) на селищата от вакъфа на султан Сюлейман в Морихова от 14 февруари 1628 година в Годякова са отбелязани 15 ханета.
В XIX век Гугяково е село в Прилепска кааза, Мориховска нахия на Османската империя. Църквата „Свети Димитър“ е от XIX век. В „Етнография на вилаетите Адрианопол, Монастир и Салоника“, издадена в Константинопол в 1878 година и отразяваща статистиката на населението от 1873 година, Будяково е посочено като село с 27 домакинства и 105 жители българи.
Според статистиката на Васил Кънчов („Македония. Етнография и статистика“) от 1900 година Годяково има 280 жители, всички българи християни.
На Етнографската карта на Битолския вилает на Картографския институт в София от 1901 година Гудяково е чисто българско село в Прилепската каза на Битолския санджак с 40 къщи.
В началото на XX век българското население на селото е под върховенството на Българската екзархия. По данни на секретаря на екзархията Димитър Мишев („La Macédoine et sa Population Chrétienne“) през 1905 година в Гудяково има 240 българи екзархисти.
При избухването на Балканската война в 1912 година 3 души от Гугяково са доброволци в Македоно-одринското опълчение.
Според Георги Трайчев Гудяково има 30 къщи с 280 жители българи.

### Преброявания в Югославия и Република Македония[1]
| Националност     | 1948 | 1953 | 1961 | 1971 | 1981 | 1991 | 1994 | 2002 |
| ---------------- | ---- | ---- | ---- | ---- | ---- | ---- | ---- | ---- |
| Общо             | 119  | 133  | 132  | 41   | 4    | 1    | 0    | 0    |
| северномакедонци |      | 133  | 131  | 40   | 4    | 1    | 0    | 0    |
| албанци          |      | 0    | 0    | 0    | 0    | 0    | 0    | 0    |
| турци            |      | 0    | 0    | 0    | 0    | 0    | 0    | 0    |
| роми             |      | 0    | 0    | 0    | 0    | 0    | 0    | 0    |
| власи            |      | 0    | 0    | 0    | 0    | 0    | 0    | 0    |
| сърби            |      | 0    | 1    | 1    | 0    | 0    | 0    | 0    |
| бошняци          |      | 0    | 0    | 0    | 0    | 0    | 0    | 0    |
| други            |      | 0    | 0    | 0    | 0    | 0    | 0    | 0    |

## Личности
Починали в Гугяково
- Стоян Трайков (Толе паша, 1868 – 1904), български революционер
- Йоше Митев, кметски наместник в периода от 1941 до 1944 година[10]

Други
- Лазар Ристовски (р. 1952), известен сръбски актьор и режисьор, по произход от Гугяково